# Pandemia de COVID-19 în Etiopia
Pandemia de COVID-19 din Etiopia face parte din pandemia mondială în curs de desfășurare a bolii coronavirus 2019 (COVID-19) cauzată de sindromul respirator acut sever coronavirus 2 (SARS-CoV-2). Sa confirmat că virusul a ajuns în Etiopia la 13 martie 2020. Guvernul național, condus de premierul Abiy Ahmed Ali, a declarat o stare de urgență de cinci luni în aprilie 2020, dar a permis activităților economice să continue în timpul crizei de sănătate publică.